# Aeroportul Holy Cross
Aeroportul Holy Cross (IATA: HCR, ICAO: PAHC, FAA LID: HCA) este un aeroport din Holy Cross⁠(d), Yukon-Koyukuk Census Area⁠(d), Unorganized Borough, Alaska, Alaska, Statele Unite ale Americii. Aeroportul a fost tranzitat în 2019 de 3.606 pasageri.
Situat la o altitudine de 21 m, aeroportul dispune de 1 pistă. Este operat de Alaska Department of Transportation & Public Facilities⁠(d).

## Infrastructură

### Piste
Aeroportul dispune de o singură pistă. Pista 01/19 are suprafața de pietriș și dimensiunile 4.000 picioare × 100 picioare. 